# Faun-Ardèche Classic 2020
La 20.ª edición de la clásica ciclista Classic Sud Ardèche fue una carrera en Francia que se celebró el 29 de febrero de 2020 sobre un recorrido de 184,4 kilómetros con inicio y final en el municipio de Guilherand-Granges en el departamento de Ardèche y la región Auvernia-Ródano-Alpes.
La carrera formó parte del UCI ProSeries 2020, calendario ciclístico mundial de segunda división, dentro de la categoría UCI 1.Pro y fue ganada por el francés Rémi Cavagna del equipo Deceuninck-Quick Step, en segundo lugar fue para el estonio Tanel Kangert del EF Pro Cycling, y en tercer lugar fue para el francés Guillaume Martin del Cofidis.

## Equipos participantes
Tomaron parte en la carrera 20 equipos: 7 de categoría UCI WorldTeam invitados por la organización, 12 de categoría UCI ProTeam y 1 de categoría Continental. Formaron así un pelotón de 134 ciclistas de los que acabaron 43. Los equipos participantes fueron:
| WorldTeams (7)- AG2R La Mondiale - Cofidis - Deceuninck-Quick Step - EF Pro Cycling - Groupama-FDJ - NTT Pro Cycling - Trek-Segafredo ProTeams (12)- Arkéa-Samsic - B&B Hotels-Vital Concept p/b KTM - Bingoal-Wallonie Bruxelles - Burgos-BH - Caja Rural-Seguros RGA - Circus-Wanty Gobert - Euskaltel-Euskadi - Nippo Delko One Provence - Rally Cycling - Riwal Readynez - Total Direct Énergie - Vini Zabù-KTM Equipo continental- Saint Michel-Auber 93 |
| |

## Clasificación final
- Las clasificaciones finalizaron de la siguiente forma:[4]

| \| Clasificación general \| Clasificación general \| Clasificación general \| Clasificación general \| Clasificación general \| \| Ciclista \| Ciclista \| Equipo \| Tiempo \| \| \| --------------------- \| ----------------------- \| -------------------------- \| --------------------- \| --------------------- \| \| 1.º \| Rémi Cavagna \| Deceuninck-Quick Step \| 5 h 13 min 10 s \| \| \| 2.º \| Tanel Kangert \| EF Pro Cycling \| + 2 min 51 s \| \| \| 3.º \| Guillaume Martin \| Cofidis \| + 2 min 55 s \| \| \| 4.º \| Warren Barguil \| Arkéa-Samsic \| + 3 min 24 s \| \| \| 5.º \| Nicolas Edet \| Cofidis \| + 4 min 35 s \| \| \| 6.º \| Lorenzo Rota \| Vini Zabù-KTM \| + 5 min 07 s \| \| \| 7.º \| Mikkel Honoré \| Deceuninck-Quick Step \| + 5 min 22 s \| \| \| 8.º \| Benjamin King \| NTT Pro Cycling \| + 5 min 36 s \| \| \| 9.º \| Nans Peters \| AG2R La Mondiale \| + 5 min 38 s \| \| \| 10.º \| Andrea Bagioli \| Deceuninck-Quick Step \| + 5 min 43 s \| \| \| 11.º \| Lilian Calmejane \| Total Direct Énergie \| + 5 min 49 s \| \| \| 12.º \| Amanuel Ghebreigzabhier \| NTT Pro Cycling \| + 5 min 53 s \| \| \| 13.º \| Arjen Livyns \| Bingoal-Wallonie Bruxelles \| + 5 min 55 s \| \| \| 14.º \| Roman Kreuziger \| NTT Pro Cycling \| + 5 min 55 s \| \| \| 15.º \| Dayer Quintana \| Arkéa-Samsic \| + 5 min 55 s \| \| |                         |                            |                 |
| |                         |                            |                 |
| Fuente: ProCyclingStats |                         |                            |                 |
| Clasificación general |                         |                            |                 |
| Ciclista | Ciclista                | Equipo                     | Tiempo          |
| 1.º | Rémi Cavagna            | Deceuninck-Quick Step      | 5 h 13 min 10 s |
| 2.º | Tanel Kangert           | EF Pro Cycling             | + 2 min 51 s    |
| 3.º | Guillaume Martin        | Cofidis                    | + 2 min 55 s    |
| 4.º | Warren Barguil          | Arkéa-Samsic               | + 3 min 24 s    |
| 5.º | Nicolas Edet            | Cofidis                    | + 4 min 35 s    |
| 6.º | Lorenzo Rota            | Vini Zabù-KTM              | + 5 min 07 s    |
| 7.º | Mikkel Honoré           | Deceuninck-Quick Step      | + 5 min 22 s    |
| 8.º | Benjamin King           | NTT Pro Cycling            | + 5 min 36 s    |
| 9.º | Nans Peters             | AG2R La Mondiale           | + 5 min 38 s    |
| 10.º | Andrea Bagioli          | Deceuninck-Quick Step      | + 5 min 43 s    |
| 11.º | Lilian Calmejane        | Total Direct Énergie       | + 5 min 49 s    |
| 12.º | Amanuel Ghebreigzabhier | NTT Pro Cycling            | + 5 min 53 s    |
| 13.º | Arjen Livyns            | Bingoal-Wallonie Bruxelles | + 5 min 55 s    |
| 14.º | Roman Kreuziger         | NTT Pro Cycling            | + 5 min 55 s    |
| 15.º | Dayer Quintana          | Arkéa-Samsic               | + 5 min 55 s    |

## UCI World Ranking
La Faun-Ardèche Classic otorgó puntos para el UCI World Ranking para corredores de los equipos en las categorías UCI WorldTeam, UCI ProTeam y Continental. Las siguientes tablas son el baremo de puntuación y los 10 corredores que obtuvieron más puntos:
| Posición              | 1.º | 2.º | 3.º | 4.º | 5.º | 6.º | 7.º | 8.º | 9.º | 10.º | 11.º | 12.º | 13.º | 14.º | 15.º | 16.º-30.º | 31.º-40.º |
| Clasificación general | 200 | 150 | 125 | 100 | 85  | 70  | 60  | 50  | 40  | 35   | 30   | 25   | 20   | 15   | 10   | 5         | 3         |

| Clasificación |                  |                            |         |
| Posición      | Ciclista         | Equipo                     | General |
| ------------- | ---------------- | -------------------------- | ------- |
| 1.º           | Rémi Cavagna     | Deceuninck-Quick Step      | 200     |
| 2.º           | Tanel Kangert    | EF                         | 150     |
| 3.º           | Guillaume Martin | Cofidis, Solutions Crédits | 125     |
| 4.º           | Warren Barguil   | Arkéa Samsic               | 100     |
| 5.º           | Nicolas Edet     | Cofidis, Solutions Crédits | 85      |
| 6.º           | Lorenzo Rota     | Vini Zabù-KTM              | 70      |
| 7.º           | Mikkel Honoré    | Deceuninck-Quick Step      | 60      |
| 8.º           | Benjamin King    | NTT                        | 50      |
| 9.º           | Nans Peters      | AG2R La Mondiale           | 40      |
| 10.º          | Andrea Bagioli   | Deceuninck-Quick Step      | 35      |